# Ситнянский замок
Ситнянский замок (словац. Sitniansky hrad) — руины замка на восточном склоне горы Ситно в горном массиве Штьявницке Врхи в центральной Словакии.

## История замка
Замок существовал уже во второй половине XIII века, как одна из крепостей, служащих для защиты от татарских набегов, однако первое письменное упоминание о нём относится лишь к 1548 году, когда он был взят королевскими войсками, отобравшими его у владевшего им барона-разбойника Мелихера Балаша. В 1548—1552 годах замок был перестроен, значительно укреплён, и стал важным элементом системы защиты от турецкой угрозы. С 1629 года замок стал одной из резиденций дворянского рода Кохари. Во время антигабсбургского восстания Ференца II Ракоци замок в 1703 году был взят повстанческими войсками и полностью разрушен.